# Insulele Chafarinas

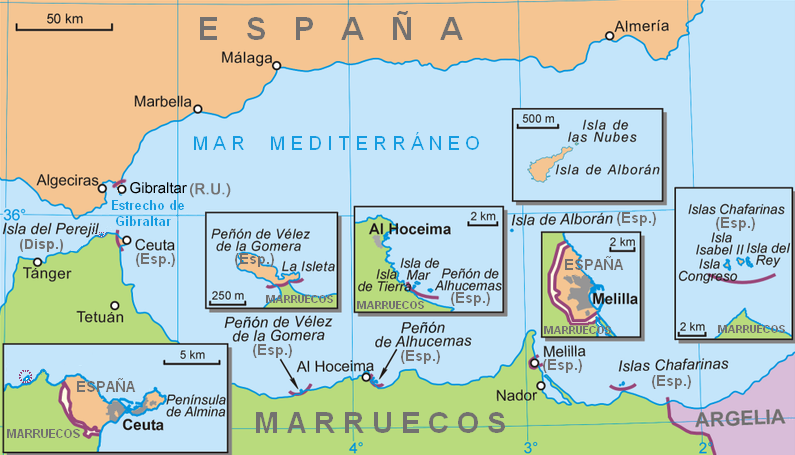
Plazas de soberanía.

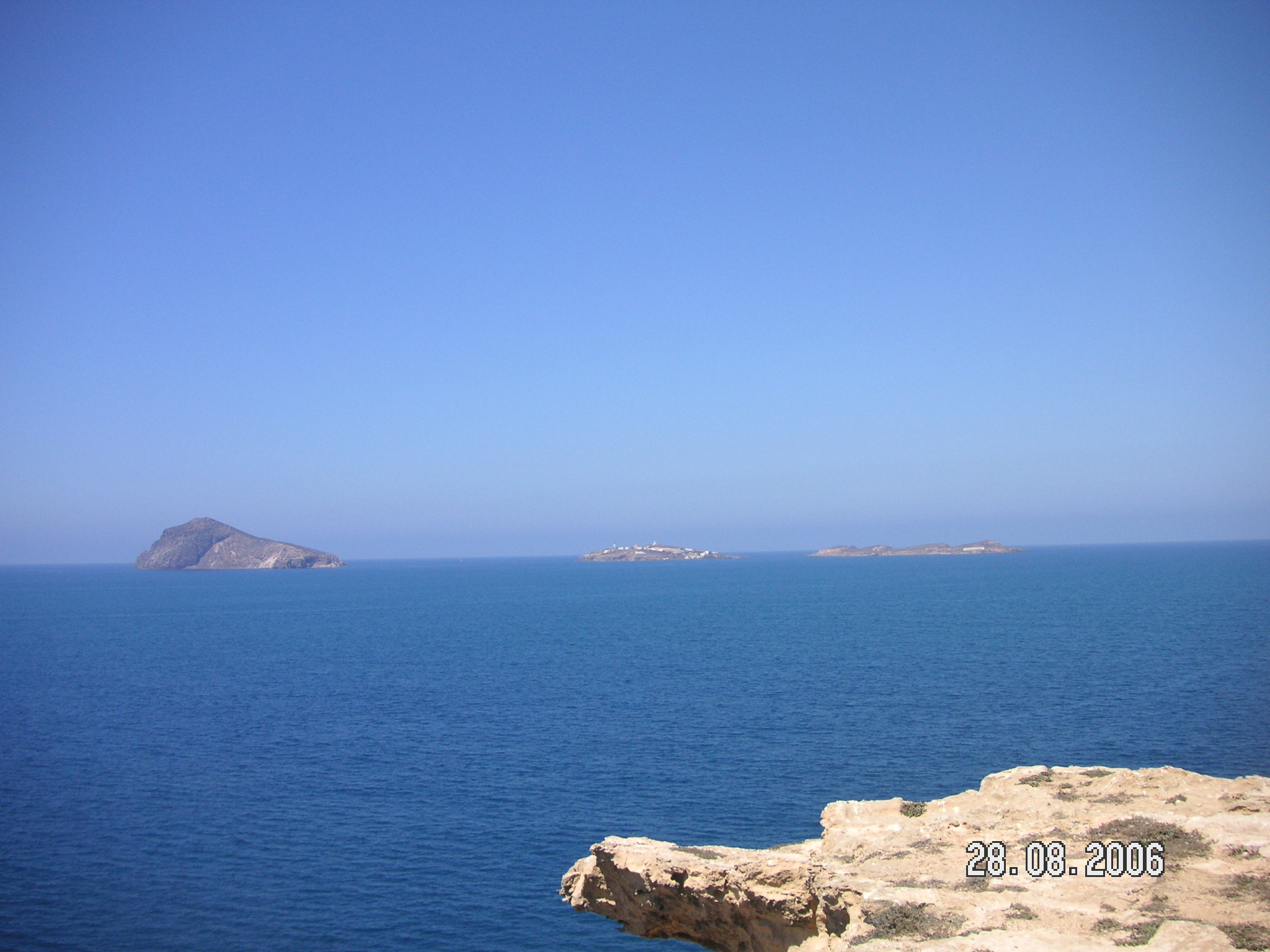
Islas Chafarinas

Islas Chafarinas (Insulele Chafarinas) este un arhipelag spaniol. Un grup de trei insule mici situate în Marea Mediterană în largul coastelor Marocului, cu o suprafață totală de 0.525km², la 45 kilometri la est de Melilla și 3.3 km de orașul marocan Ra'su l-MA.